# パウル・ドイセン
パウル・ヤーコプ・ドイセン（Paul Jakob Deussen, 1845年1月7日 - 1919年7月5日）は、ドイツの哲学者、東洋学者、仏教学者である。

## 経歴
ライン地方（現ラインラント＝プファルツ州）オーバードライス (Oberdreis) の聖職者の家に生まれた。アルトゥル・ショーペンハウアーの信奉者となり、ショーペンハウアー、イマヌエル・カントの哲学の研究を行った。フリードリヒ・ニーチェの友人でもあった。ボン大学、チュービンゲン大学、ベルリン大学に学び、1881年にベルリン大学の私講師、1887年に員外教授、1889年にキール大学の教授となった。ショーペンハウアーの研究年鑑を編集し、1911年ショーペンハウアー協会を設立した。キールにて没。
著書としては、1877年に Die Elemente der Metaphysik を出版し、1894年に英訳された。インド哲学の研究書として1883年に『ヴェーダンタの体系』(Das System des Vedânta) を出版し、1897年、ウパニシャッドのドイツ語翻訳 (Sechzig Upanishad's des Veda) を行った。

## 八木独仙のモデル説
ニーチェ研究者の杉田弘子は著書、『漱石の『猫』とニーチェ』の中で『吾輩は猫である』に登場する東洋哲学者、八木独仙のモデルとしてドイセンを提案した。夏目漱石の大学教師時代の同僚の、姉崎正治（姉崎嘲風）はドイセンの弟子であり、日本で初めてショーペンハウアーの主著を翻訳・出版したことや、明治期に出版された桑木厳翼の『ニーチエ氏倫理説一斑』にはドイセンの『ニーチェの思い出』が抄訳され添付されたことなどから漱石がドイセンが語呂合わせで独仙の名を思いついたのではないかとしている。